# Your Commodore
Your Commodore (YC) était un magazine pour la gamme d'ordinateurs Commodore, notamment le Commodore 64, Amiga et Commodore PC. Bien que précédemment considéré comme un supplément de Personal Computer Today en juillet 1984, Your Commodore est ensuite publié seul. Le premier numéro est lancé en septembre, avec couverture datée d'octobre 1984. Les rubriques portent principalement sur des logiciels de programmation, du matériel et logiciels d'entreprise, mais comporte également une petite section consacrée aux jeux. Le premier remaniement majeur du magazine se produit lors du numéro de janvier 1987. La mise en page et le logo de couverture sont modifiés et prennent leur aspect définitif.
À la fin de l'année 1989, le magazine est relancé sous le nom YC, délaissant le côté technique du marché pour se concentrer sur les jeux. Le nouveau YC, est lancé en janvier 1990, et comprenait une cassette, qui avait des démos et des jeux complets. Le ton drastiquement a changé et devient plus comique. Le magazine perdure jusqu'à la fin de 1991, la dernière édition du numéro étant d'octobre 1991.